# Comuna Holodiivka, Peatîhatkî
Holodiivka (în ucraineană Холодіївка) este o comună în raionul Peatîhatkî, regiunea Dnipropetrovsk, Ucraina, formată din satele Cervona Hirka, Holodiivka (reședința), Hramivka, Hrîhorivka, Iakovlivka, Mîronivka, Țvile și Volodîmîrivka.

## Demografie
Componența lingvistică a satului Holodiivka
     Ucraineană (96,07%)
     Rusă (2,45%)
     Alte limbi (1,23%)
Conform recensământului din 2001, majoritatea populației satului Holodiivka era vorbitoare de ucraineană (96,07%), existând în minoritate și vorbitori de rusă (2,45%).